# Peck Lake
Peck Lake är en sjö i Kanada.   Den ligger i provinsen Saskatchewan, i den centrala delen av landet, 2 600 km väster om huvudstaden Ottawa. Peck Lake ligger 607 meter över havet. Arean är 6,9 kvadratkilometer. Den sträcker sig 5,0 kilometer i nord-sydlig riktning, och 2,7 kilometer i öst-västlig riktning.
I omgivningarna runt Peck Lake växer i huvudsak blandskog. Trakten runt Peck Lake är nära nog obefolkad, med mindre än två invånare per kvadratkilometer.